# エマニュエル・ド・グルーシー
第2代グルーシー侯爵エマニュエル・ド・グルーシー（Emmanuel de Grouchy，1766年10月23日 - 1847年5月29日）は、フランス革命戦争・ナポレオン戦争期の軍人。帝国元帥。ナポレオン1世が任命した26人の元帥のうち最後に任命された一人で、それも1815年の百日天下においてだった。

## 略歴
パリ生まれ。父親はアンシャン・レジーム時代の初代グルーシー侯爵。また、エマニュエルの二人の姉妹が嫁いだのは、それぞれニコラ・ド・コンドルセ（社会学者、数学者）と、ピエール・ジャン・ジョルジュ・カバニス（心理生理学者）なので、彼らは義兄弟となる。
1779年にフランス軍の砲兵部隊に参加、1782年に騎兵に転じ、1786年に親衛隊に転じたが、フランス革命を支持したため親衛隊から離れることを余儀なくされた。1792年にフランス革命戦争が勃発すると南東部前線に派遣されたが、1793年にはヴァンデの反乱鎮圧にあたり、そこで頭角を現した。フリートラントの戦いやライプツィヒの戦いで活躍した。
第六次対仏大同盟によりナポレオンがエルバ島に流された後の復古王政期に罷免されたが、百日天下でナポレオンが帰還した際に合流した。
ワーテルローの戦いではナポレオンの命令に固執して敗因を作ったとされている。ワーテルローの戦いでは、その2日前のリニーの戦いで破ったブリュッヘル率いるプロイセン軍を、騎兵35000人をもって追撃するようナポレオンから命じられていたものの、プロイセン軍に追いつき打撃を与えることが出来なかった。
その後、ワーテルロー近くで砲声が聞こえ、エティエンヌ・モーリス・ジェラール将軍などから砲声の方向に進むよう求められたにもかかわらず、それを拒否してワーブルへの進軍を続いた。このため、プロイセン軍はワーテルローの主戦場において初代ウェリントン公爵アーサー・ウェルズリー率いるイギリス軍に有力な援軍として参戦する結果となってしまい、夕方まで優勢だったはずのフランス軍は敗北してしまった。
ただし、このときにグルーシーの下にいた兵力は主力が敗走したにもかかわらず無傷のまま帰還した。この兵力はパリの留守を守っていた陸軍大臣のルイ＝ニコラ・ダヴー元帥が収拾し、連合軍がなだれ込むのを防ぐ抑止力となった。
彼を軍法会議で死刑に処する試みは失敗に終わったが、グルーシーは追放され、ルイ18世に許される1821年までアメリカ合衆国に亡命した。帰国にあたって将軍に回復したが、フランス元帥と爵位ははく奪されたままだった。1830年、フランス王ルイ・フィリップ1世によりフランス元帥に回復した。
1840年12月、ナポレオンの遺体がパリに帰還したときの式典に、ナポレオンが任命した元帥の内ではスルト、ウディノ、モンセイと共に彼も出席している。
1847年、サン＝テティエンヌで死去。

## 関連作品
- 藤本ひとみ『ナポレオンに選ばれた男たち 勝者の決断に学ぶ』
- シュテファン・ツヴァイク『人類の星の時間』 みすず書房